# Piekarska Przełęcz
Piekarska Przełęcz – przełęcz w obrębie Wzgórz Trzebnickich położona w paśmie Kozich Czubów, pomiędzy miejscowościami Piekary (strona północna) i Kowale (strona południowa). Najwyższy punkt przełęczy położony jest na wysokości bezwzględnej wynoszącej 220,0 m n.p.m.. Po stronie zachodniej przełęczy przebiega zachodni (północny) fragment pasma Kozie Czuby z najwyższym punktem 238,0 m n.p.m. (bez nazwy), a w kierunku południowo-zachodnim położona jest Kuraszowska Góra (nazywana także Gnieździec) o wysokości 226,0 m n.p.m.. Natomiast strona wschodnia to fragment Kozich Czubów z wierzchołkiem położonym na wysokości bezwzględnej około 237,8 m n.p.m. – Piekarska Góra oraz Długą Łąką na wysokości 215,0-235,0 m n.p.m. i wzniesieniem Gnieździec o wierzchołu położonym na wysokości 226,0 m n.p.m. . Pod względem podziału administracyjnego Polski jest ona położona w Gminie Oborniki Śląskie, powiecie Trzebnickim, województwie dolnośląskim (zobacz: podział administracyjny województwa dolnośląskiego).
Okolica Piekarskiej Przełęczy pokryta jest lasami, głównie lasami mieszanymi. W pobliżu po stronie północnej swoje źródło ma strumień „Poręba” przepływający dalej przez miejscowość Piekary. W rejonie przełęczy przebiegają i krzyżują się drogi gruntowe, polne i leśne, którymi wyznaczono szlaki turystyczne, zarówno piesze jak i szlaki rowerowe. Urządzono tu również przy tych szlakach miejsce odpoczynku.

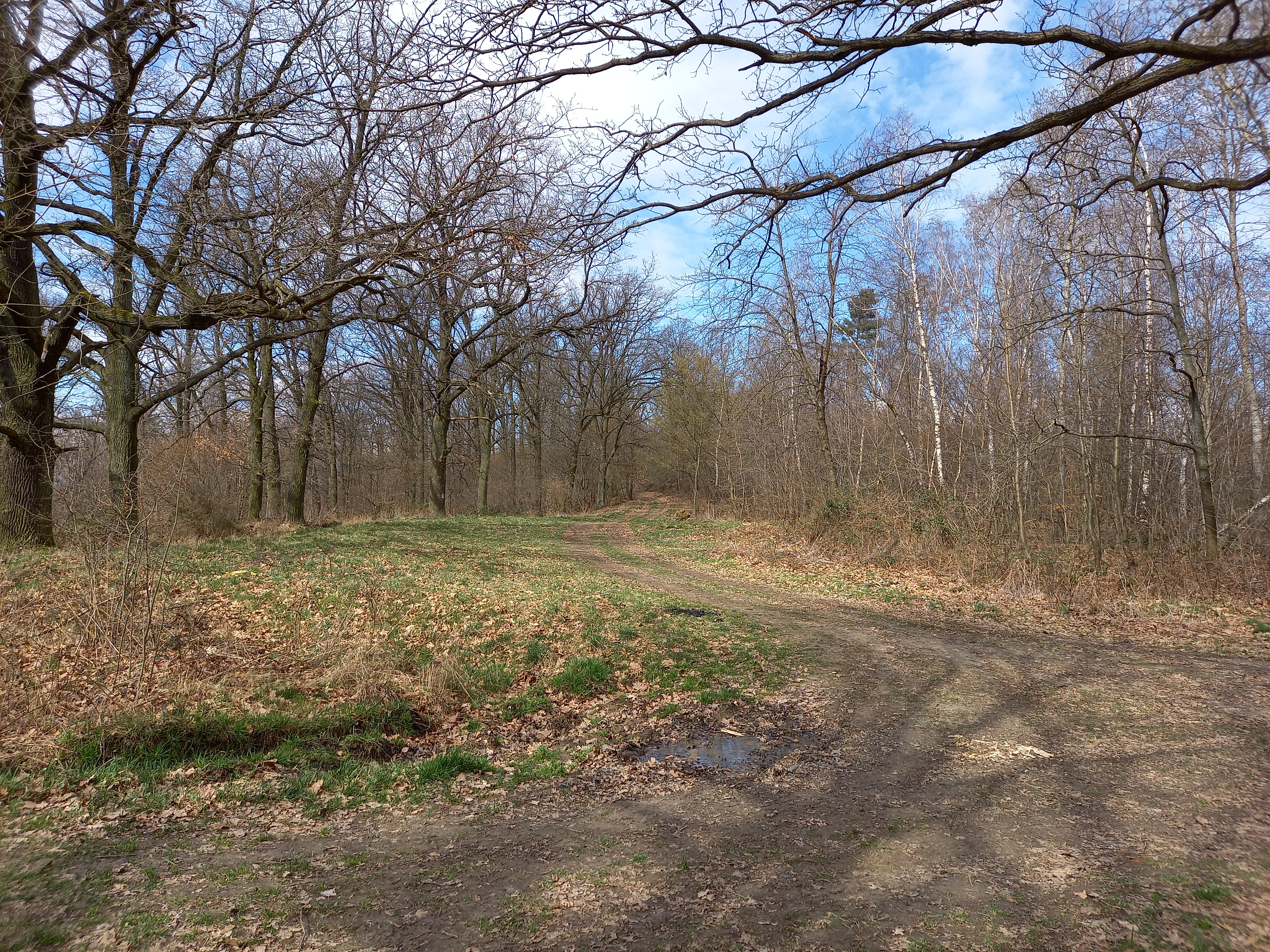
W kierunku części zachodniej (północnej) Kozich Czubów
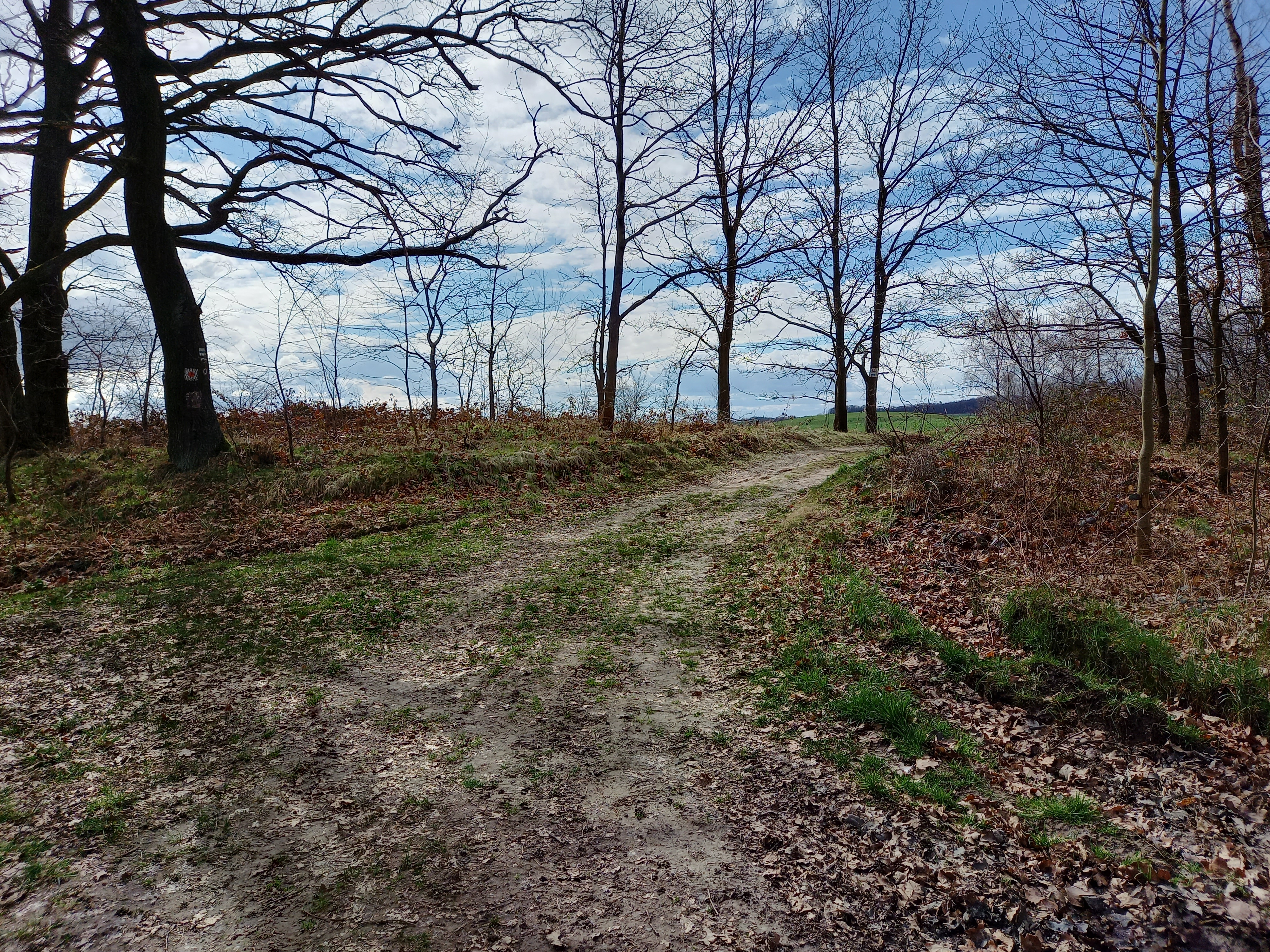
W kierunku Kuraszowskiej Góry (Gnieźdca)
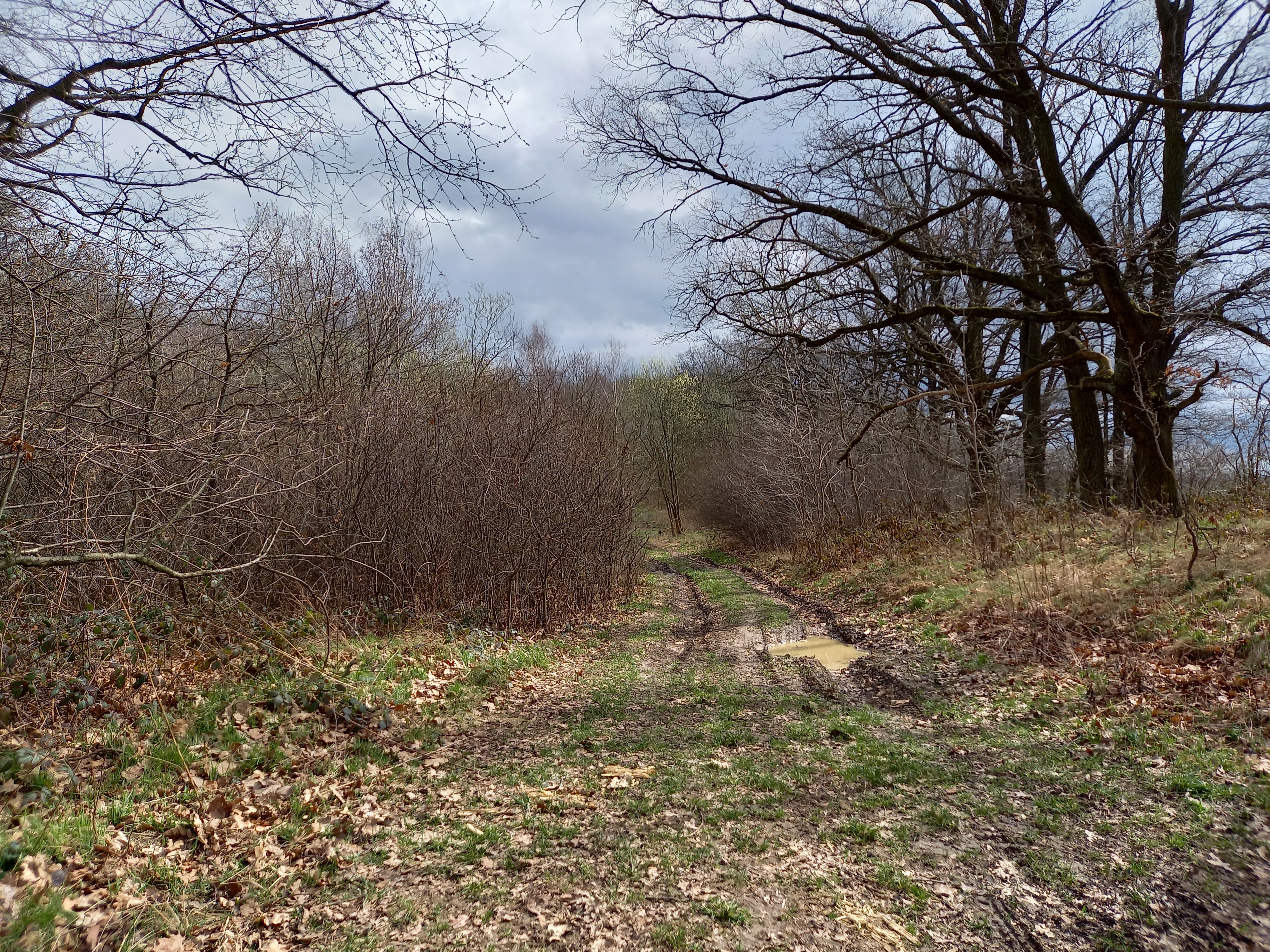
W kierunku wschodnim – Długa Łąka